# Basílica-catedral da Assunção da Virgem Maria (Włocławek)

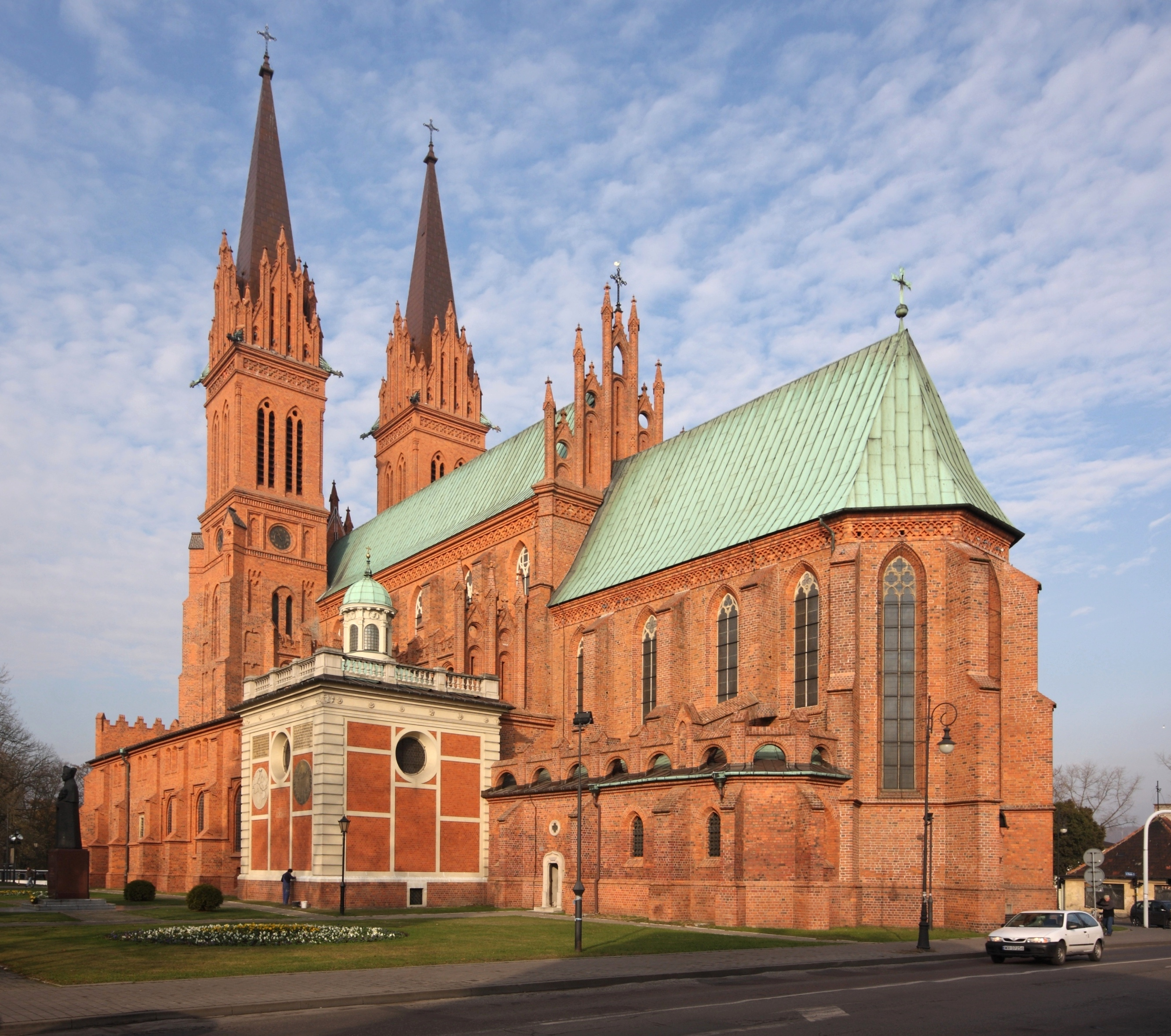
A Catedral em Włocławek

Basílica catedral da Assunção da Virgem Maria em Włocławek - a construção gótica que está construída desde de 1340 (a benção de pedra fundamental), consagrada em 1411 depois da criação da nave principal. A construção foi continuada ainda no século XV e no início do século XVI, até 1526 (até ao fim da construção da torre norte). Nos anos 1883–1901 foi notavelmente regotizada, com a mudança de detalhes e elevação das ambas torres. Eis o templo de 3 naves com o presbitério mais estreito e mais baixo. Para a atenção atenta merecem: os vitrais de 1360, o lápide do bispo Pedro de Banin de 1494, a estátua da Nossa Senhora do início do século XV e a pintura da Assunção da Virgem Maria de Jan Wielki de 1480.

## História
No século XII a catedral de Włocławek foi o edifício de madeira. Provavelmente já no século XIII foi substituído pelo edifício de tijolo. A primeiro catedral de tijolo em Włocławek foi queimada pelos Teutônicos em 1329.  Ele ficou na parte sudeste do castelo, perto das ruas Gdańska, Bednarska e Zamcza. E achado que a parte do componente da demolição do catedral queimado (pedra de granito) foi usado na construção do prédio dos apartamento sob a rua Bednarska 2.
O cronista Jan Długosz notou em Roczniki o início da construção da igreja catedral contemporânea em Włocławek, iniciada pelo bispo Maciej Pakuła de Gołańcza, que supostamente pôs a pedra fundamental no dia 25 de Março de 1340.
A construção foi começada no novo lugar fora da cidade, perto de da escarpa do Vístula. Em 1350 foi fundado e equipado o altar do São João e André. Primeiro foi emergido o presbitério e sacristia, em 1358 foi iniciada a ser construída a parte principal. Depois da morte do bispo Maciej Pakułka, a construção foi continuada por seu sobrinho, bispo Zbulyt de Gołańcza.  
No início do século XV foi acabada a construção da nave principal. O gênese da forma modesta do catedral ainda não é clara entre históricos da arte. Uns dizem que o padrão para catedral de Włocławek foi essa em Gniezno ou teria-se de buscar o modelo entre as construções da tradição de Renânia do Norte-Vestfália, principalmente na igreja da abadia cisterciense em Salem. Em 1392 o tecto foi renovado. Em 1411 surgiu a primeira consagração do catedral pelo bispo Jan Kropidło. No século XV e XVI duraram as obras abaixo do maciço da torres e capelas. O telhado de 4 braços da metade do século XIV e XV provém da arquitectura do país da ordem teutônica. Preservaram-se, até hoje, 22 vitrais góticos das janelas do presbitério, hoje expostas na capela da Santa Bárbara.
Na segunda metade do século XV começaram emergir as capelas em volta da nave principal. Perto da nave sul em 1527 foi construída a capela do Santo Martinho e uma sala do capítulo. Em 1541 foi construída a capela Cibavit. No primeiro quarto do século XVI duas capelas (da Virgem Maria e São Casimiro) foram reestruturadas no estilo maneirista. Forma encobertas por domos com lanternas.
Na segunda metade do século XVIII foi renovado o tecto. Em 1891 Konstanty Wojciechowski começou as obras de reestruturação do catedral. Segundo seu projeto foram adicionadas, ao longo da nave norte, umas capelas e entrada do lado ocidental o que resultou na forma simétrica da igreja. As torres, originalmente baixas do que nave principal e depois encobertas por duomos, forma elevadas pelos 2 andares no estilo neogótico. Durante das obras foram mudados vários objetos da decoração o que resultou na perda do caráter gótico original. Também foi removida a parte grande do equipamento moderno. As obras foram acabadas em 1902. Em 1907 o catedral de Włocławek foi estabelecido como uma basílica menor.

## Interior

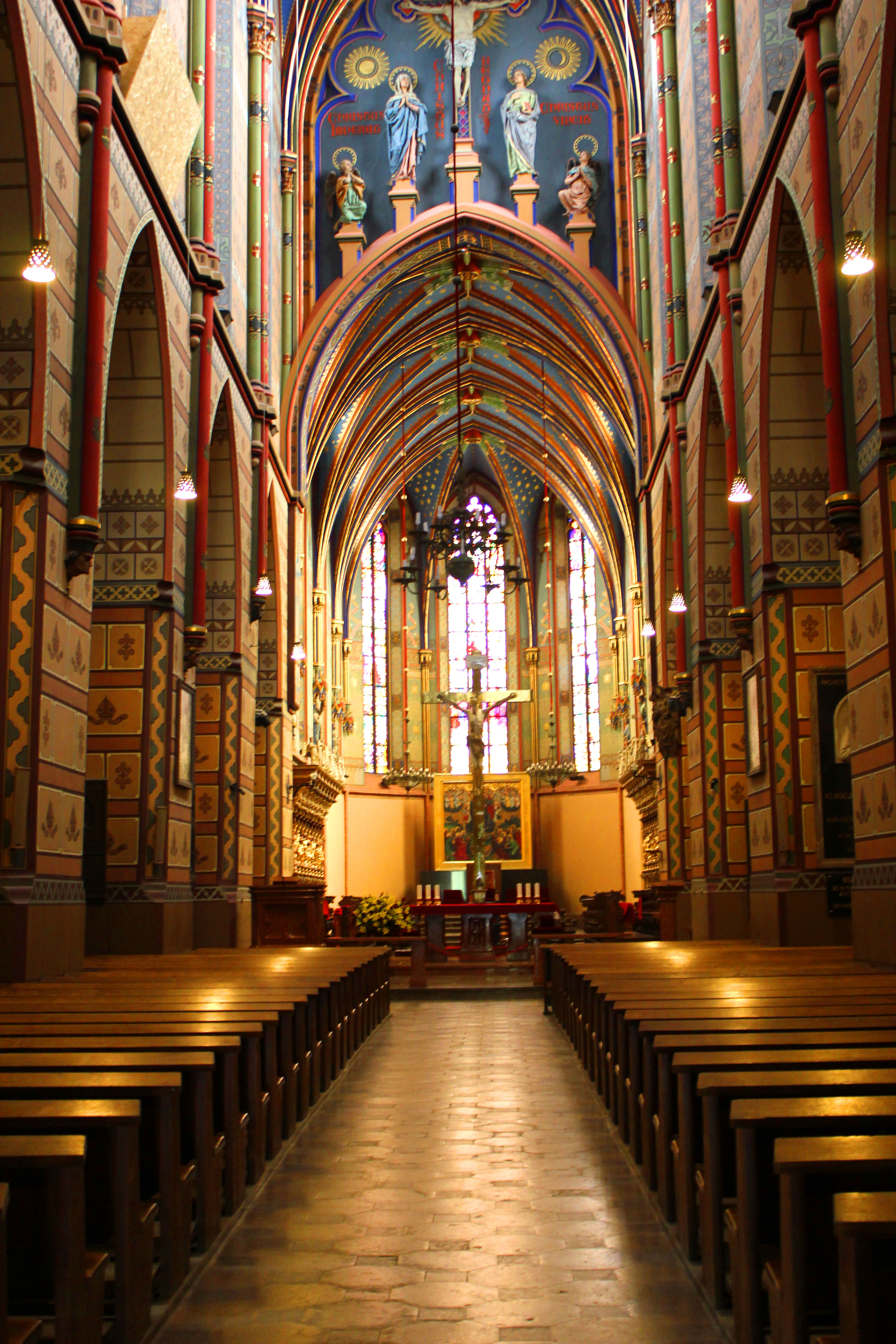
Interior

●  Interior é decorado por uma policromia de irmãos Stanisław e Zdzisław Jasiński, feita nos anos 1900-1901
●  Na janela do presbitério ficam vitrais de Józef Mehoffer (1938) entre quais na janela central é mostrada Assunção da Virgem Maria
●  Vitrais góticos de 1350, até hoje preservados na capela da Santa Bárbara (anteriormente no presbitério)
●  Lápide do bispo Pedro de Banin na capela de São José, feito em mármore vermelho por Wit Stwosz em 1494.  
●  Pintura gótica da Assunção da Maria de Warta atribuída ao Jan Wielki, está datada por 1475  
●  Lápide renascentista de mármore do bispo Krzesław Kurozwęcki de 1516
●  Lápide renascentista de bronze do bispo Jan Karnkowski de 1536
●  Escultura gótica de madeira da Nossa Senhora do início do século XV
●  Grupo Última Ceia de 1505, policromado
●  Grande Cruz de Tumsk, ficando na porta do presbitério, fundado no início do século XVII
●  Cadeirais barrocas de 1683
●  Sob a entrada ao presbitério fica o Grupo de Crucificação neogótico
Até 2012, primeiro no presbitério, e desde dos anos 70. do século XX, na capela da Anunciação da Virgem Maria, ficou o candelabro de 7 braços da altitude de 310 cm e 380 cm da vastidão dos braços. Foi feito de bronze em 1596 por artesão Hans Meyer para a igreja de São Pedro em Riga. O monumento histórico chegou a Włocławek durante da Segunda Guerra Mundial com um grupo de colonos alemães de Letónia deslocados durante da acção Heim ins Reich. Em fevereiro de 2012 retornou a Riga como a parte do acordo com a República da Letónia sobre repatriação dos bens da cultura.
Em 10 de Abril de 2011 no Catedral foi revelada a placa comemorativa às vítimas da catástrofe de Tu-154 polaco em Smoleńsk.

Em 2018 o catedral foi inscrito a lista dos monumentos históricos como a parte da acção “ 100 Monumentos da História para o centenário da recuperação da independência”.

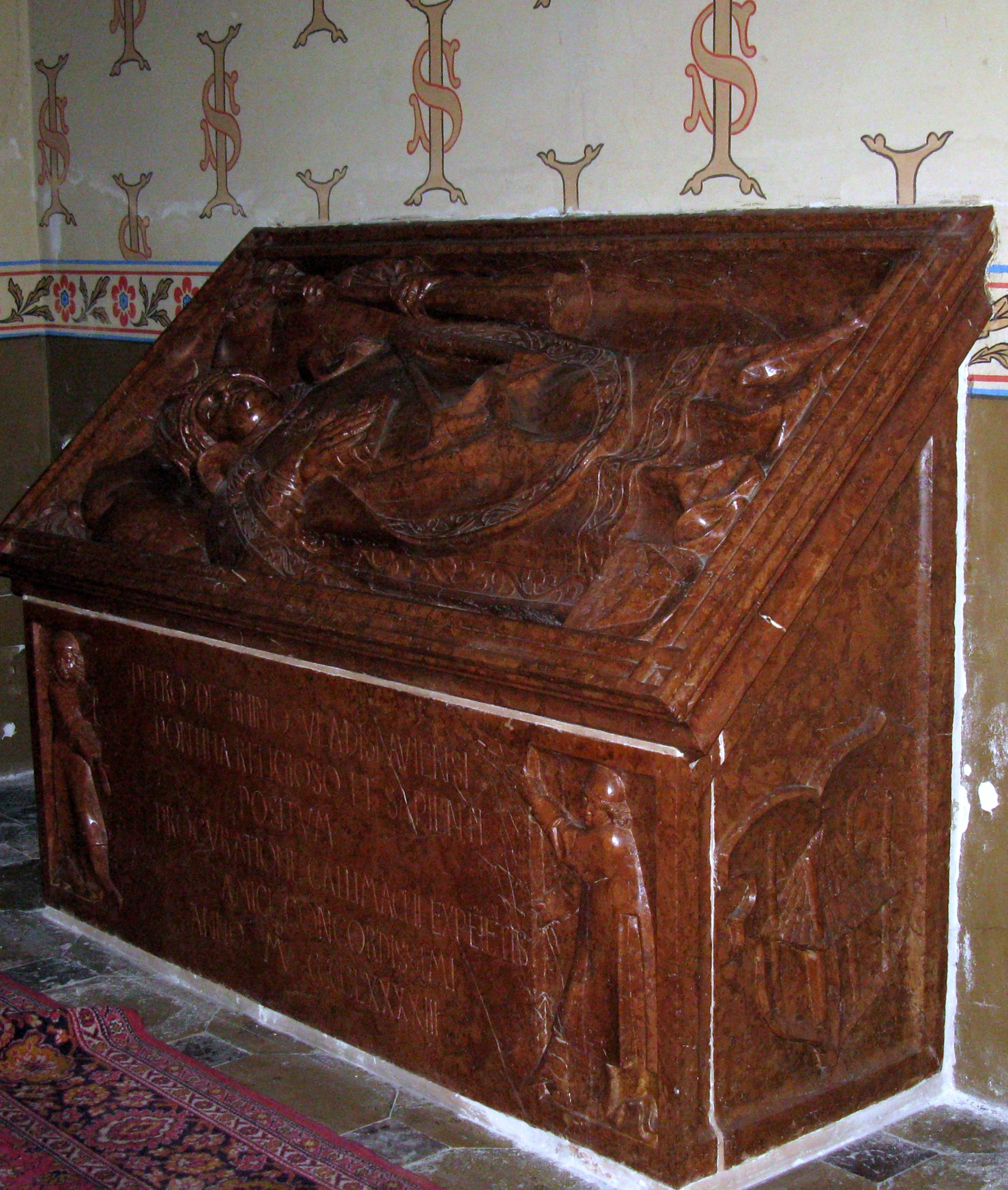
Wit Stwosz, a lápide do bispo Pedro de Banin, 1493
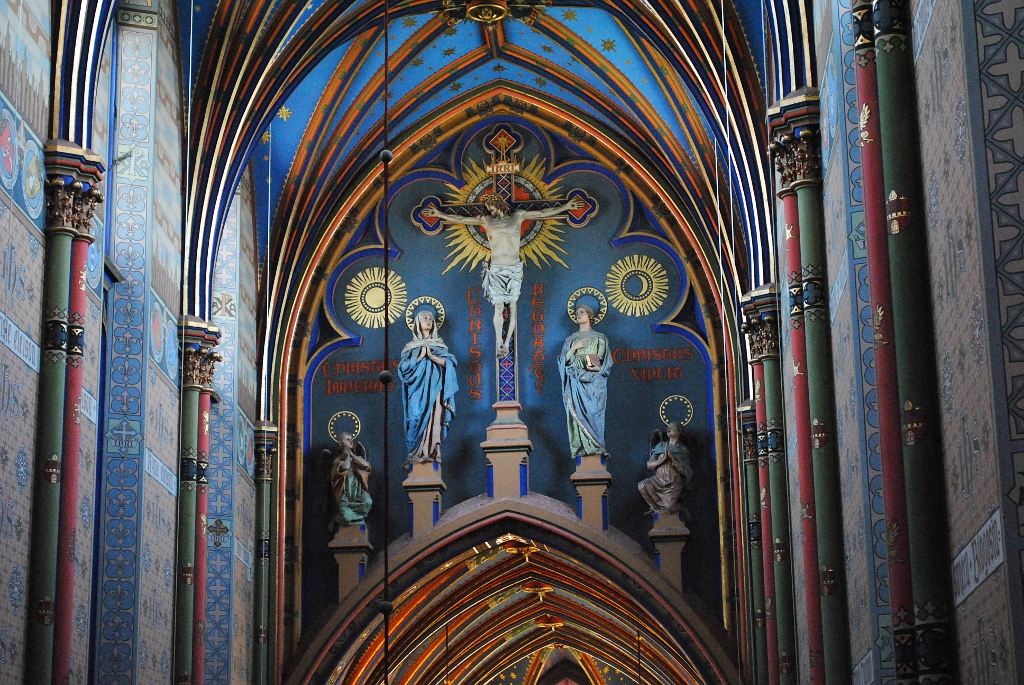
Grupo de Crucificação neogótico no Catedral de Włocławek
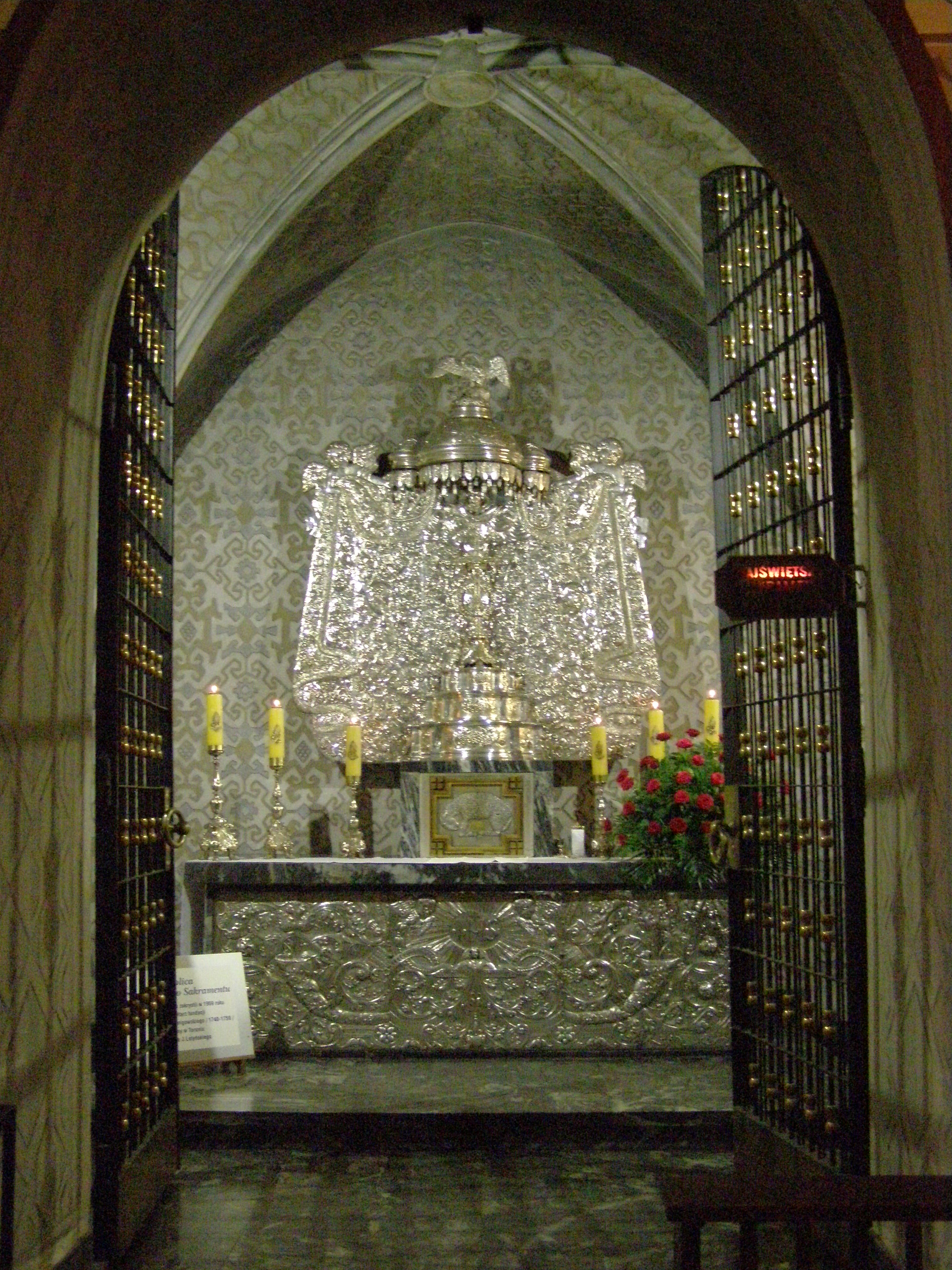
Catedral de Włocławek - uma capela do Santíssimo Sacramento
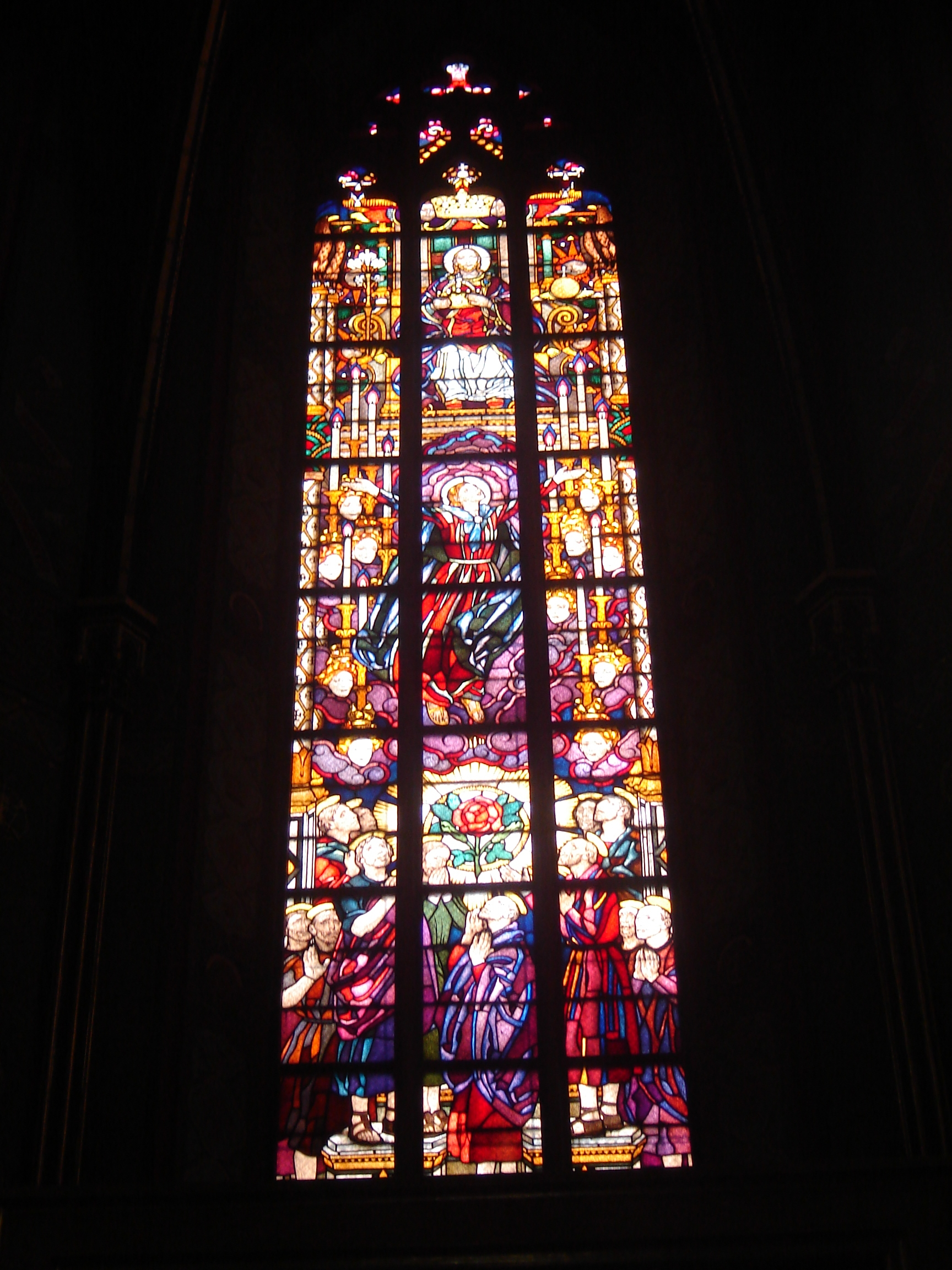
Vitral de catedral
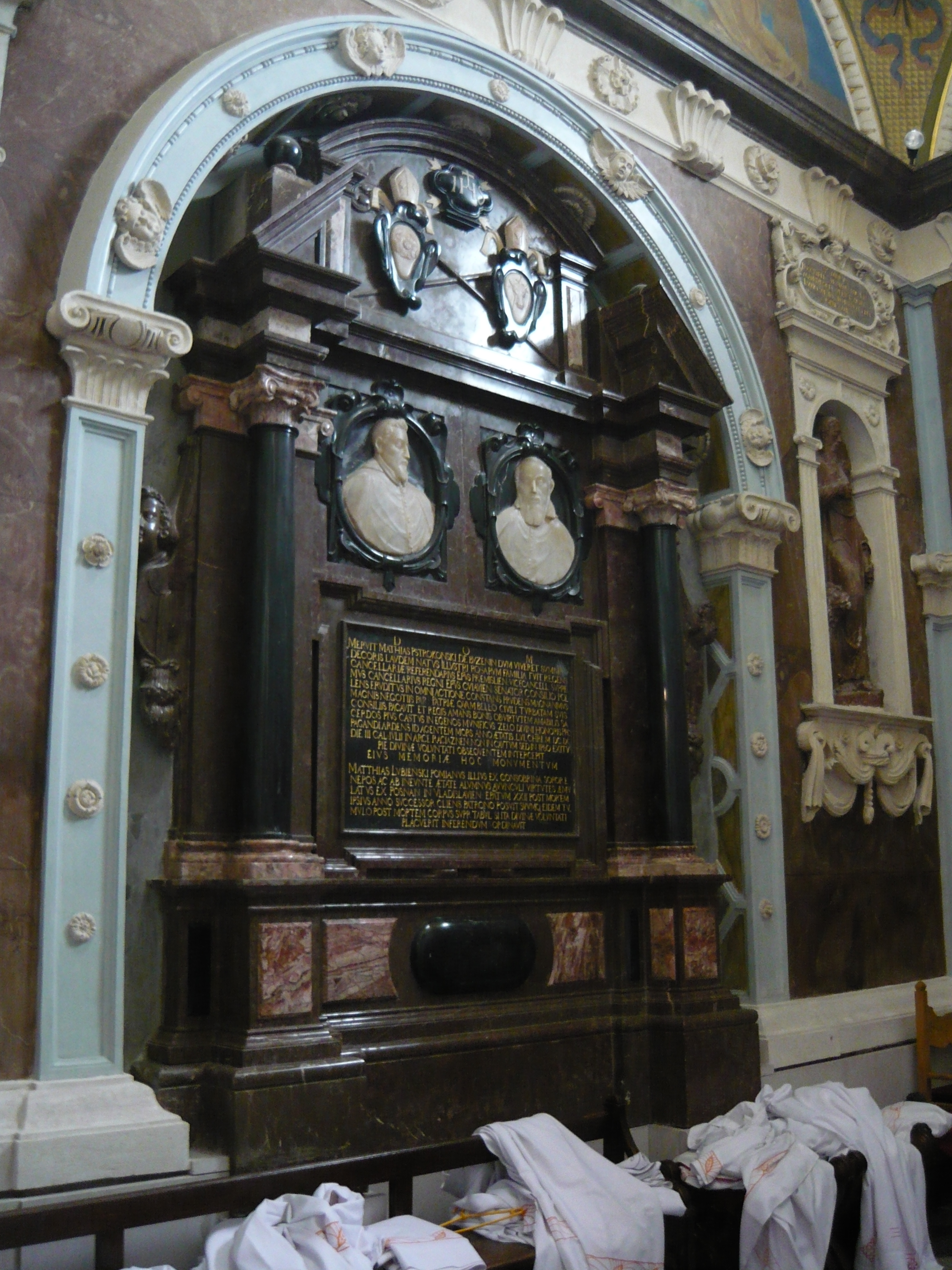
Monumento na nave lateral do Catedral de Włocławek
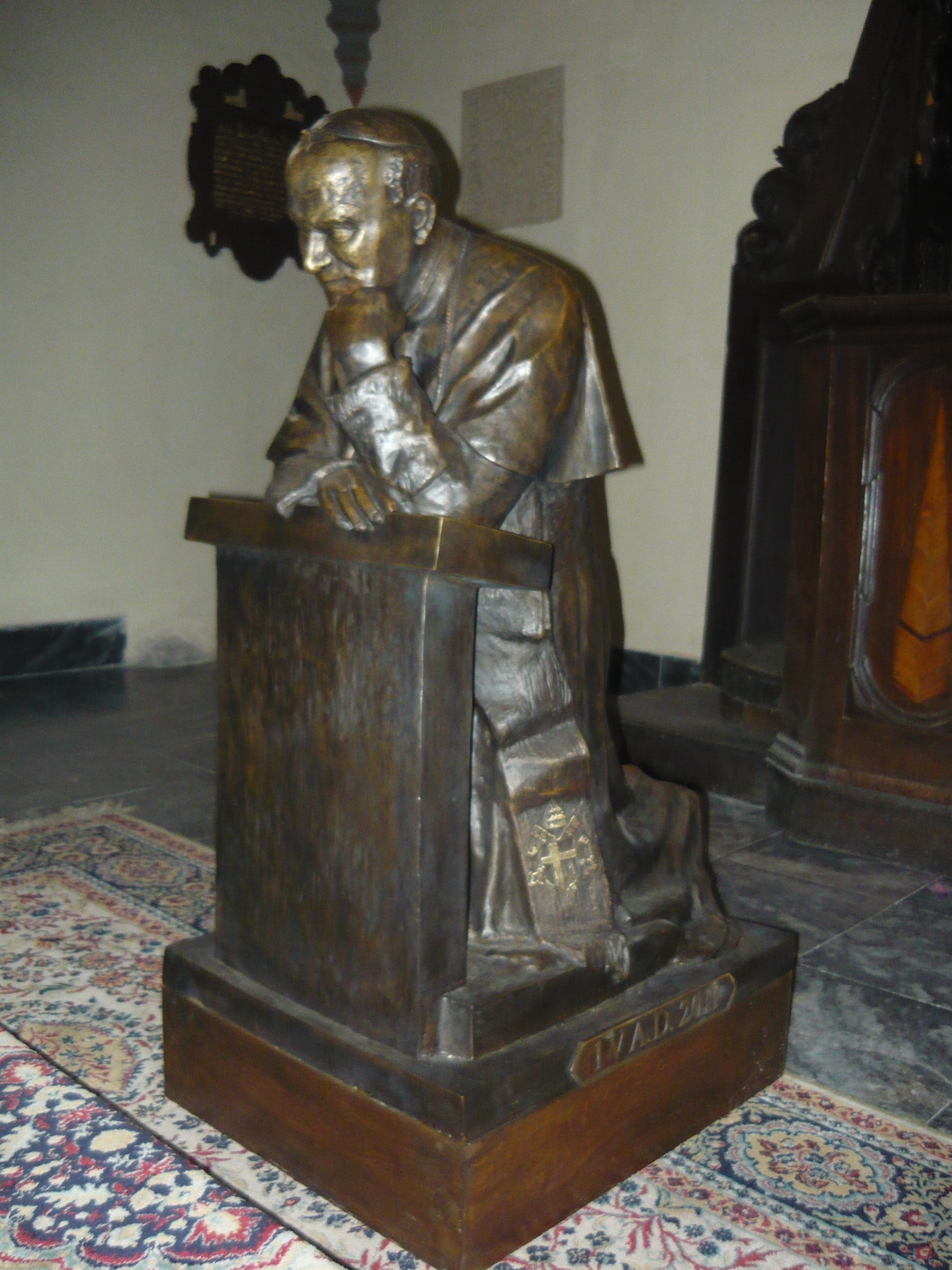
Monumento de João Paulo II numa das naves laterais do Catedral de Assunção
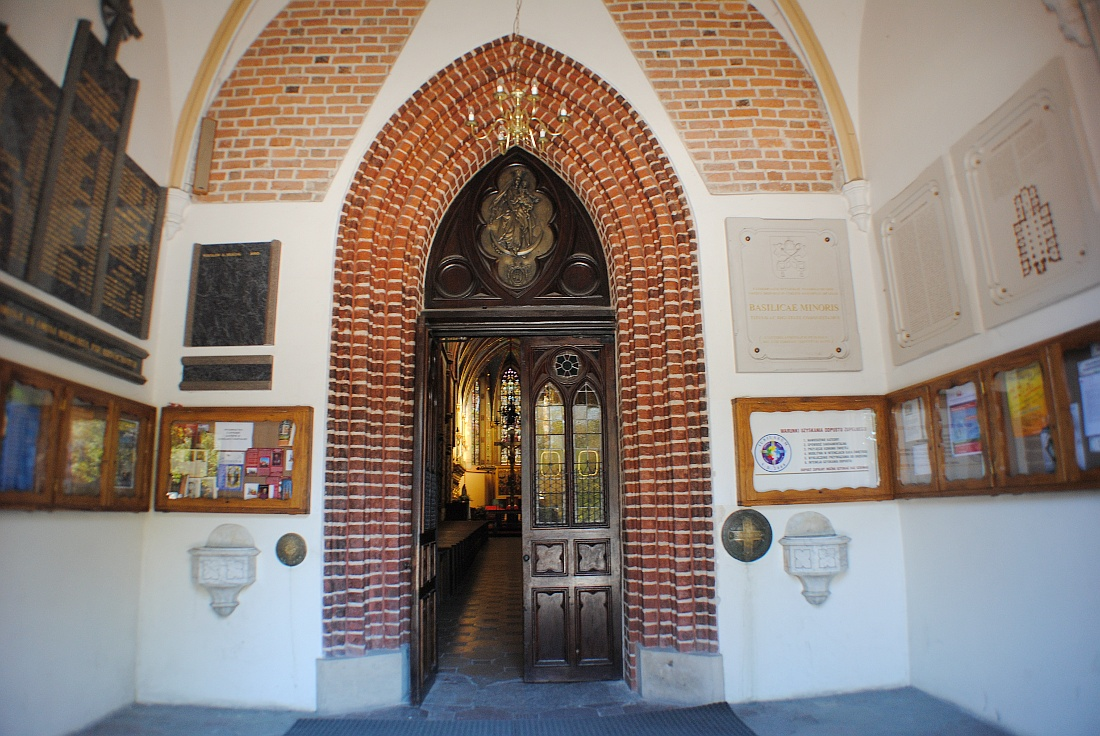
Entrada da Basílica Catedral da Assunção da Virgem Maria em Włocławek

## Galeria

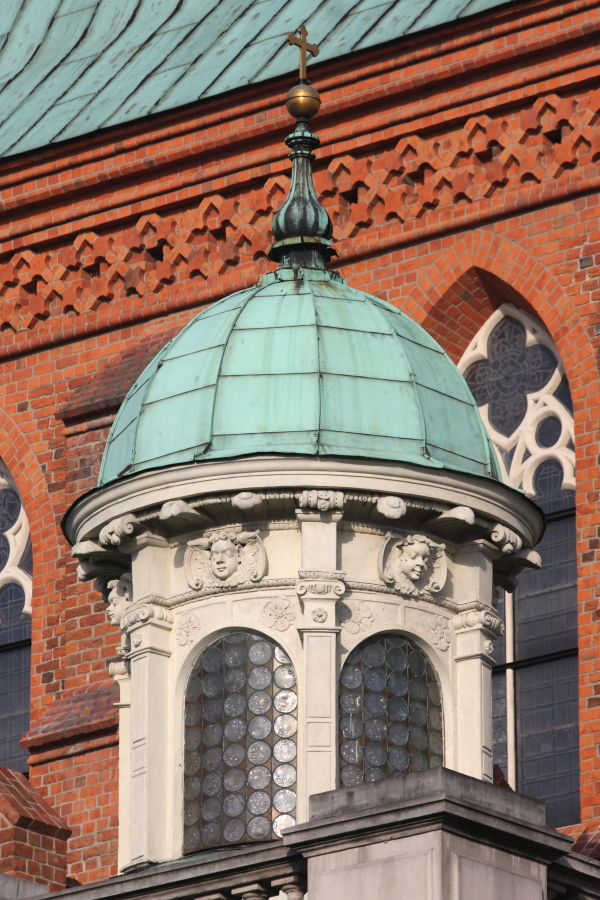
Catedral em Włocławek, uma lanterna da capela da Virgem Maria
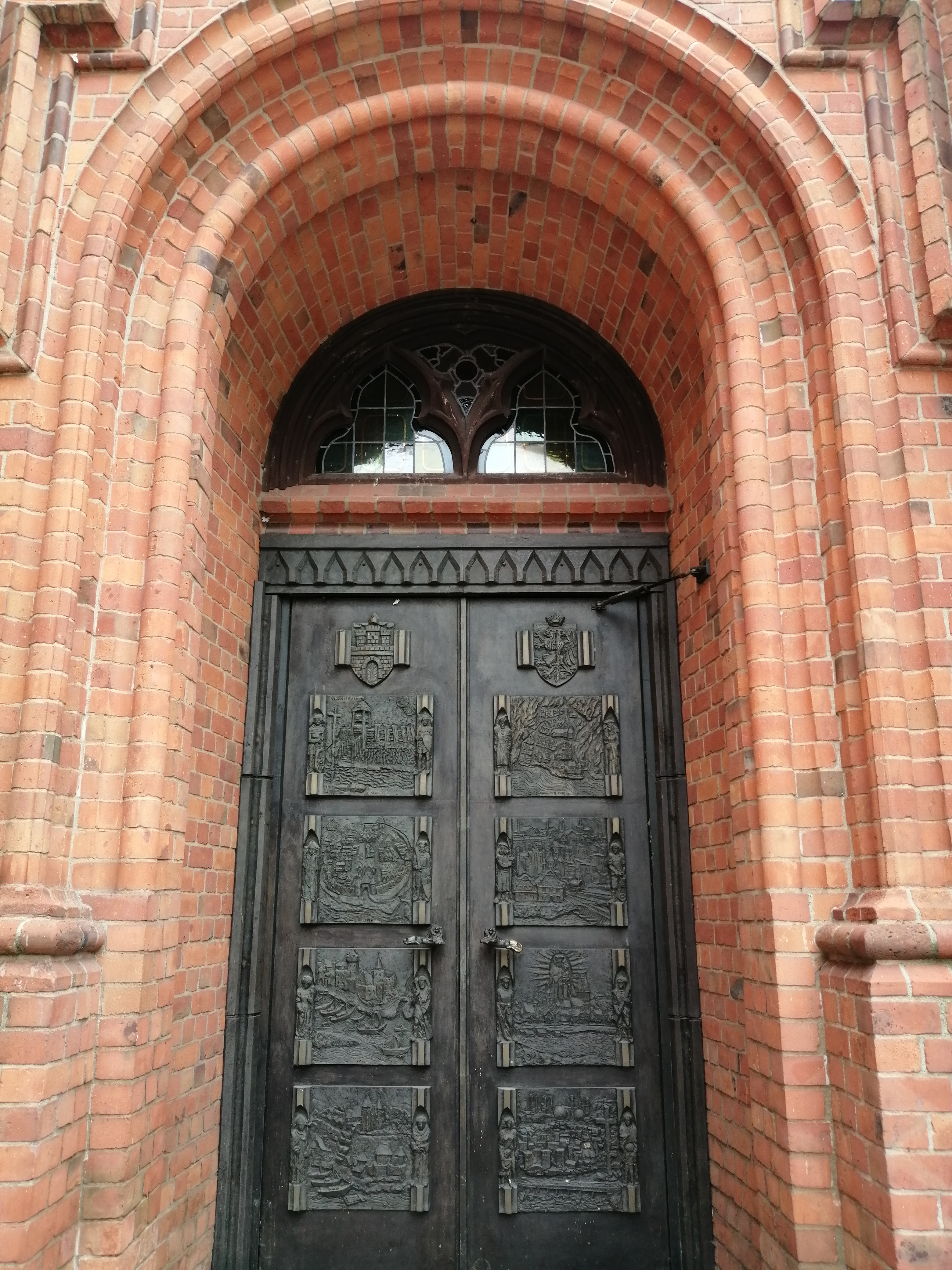
Nave do portão lateral do Catedral
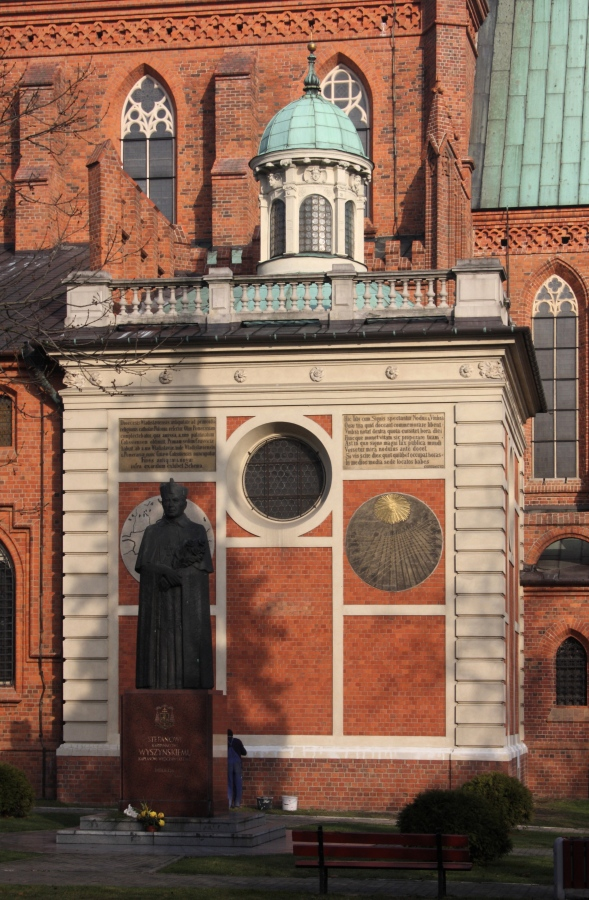
Capela maneirista da Virgem Maria, reestruturada no fim do século XIX
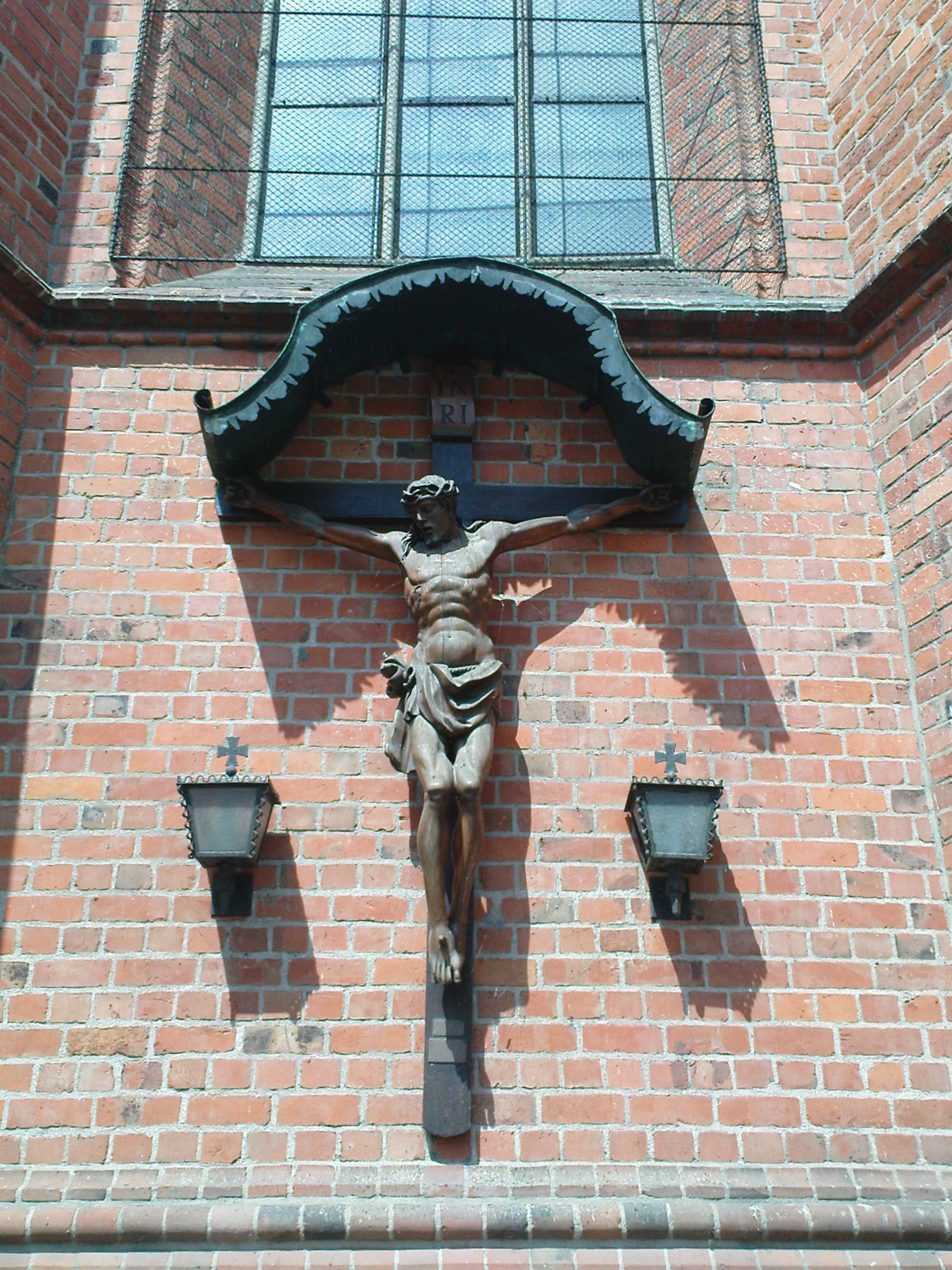
Crucifixo na parede norte do santuário
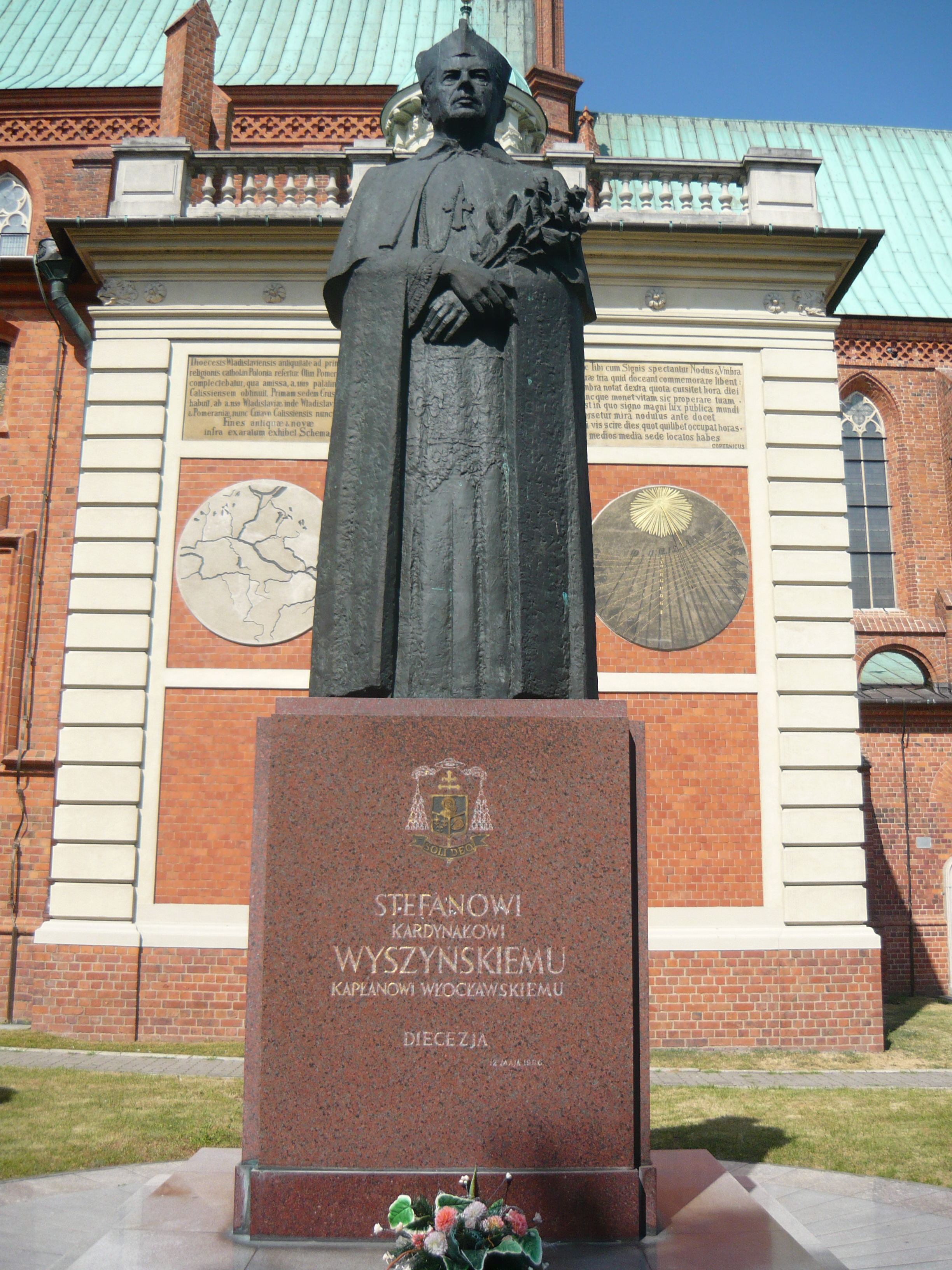
Monumento de Stefan Wyszyński em Włocławek perto do Catedral
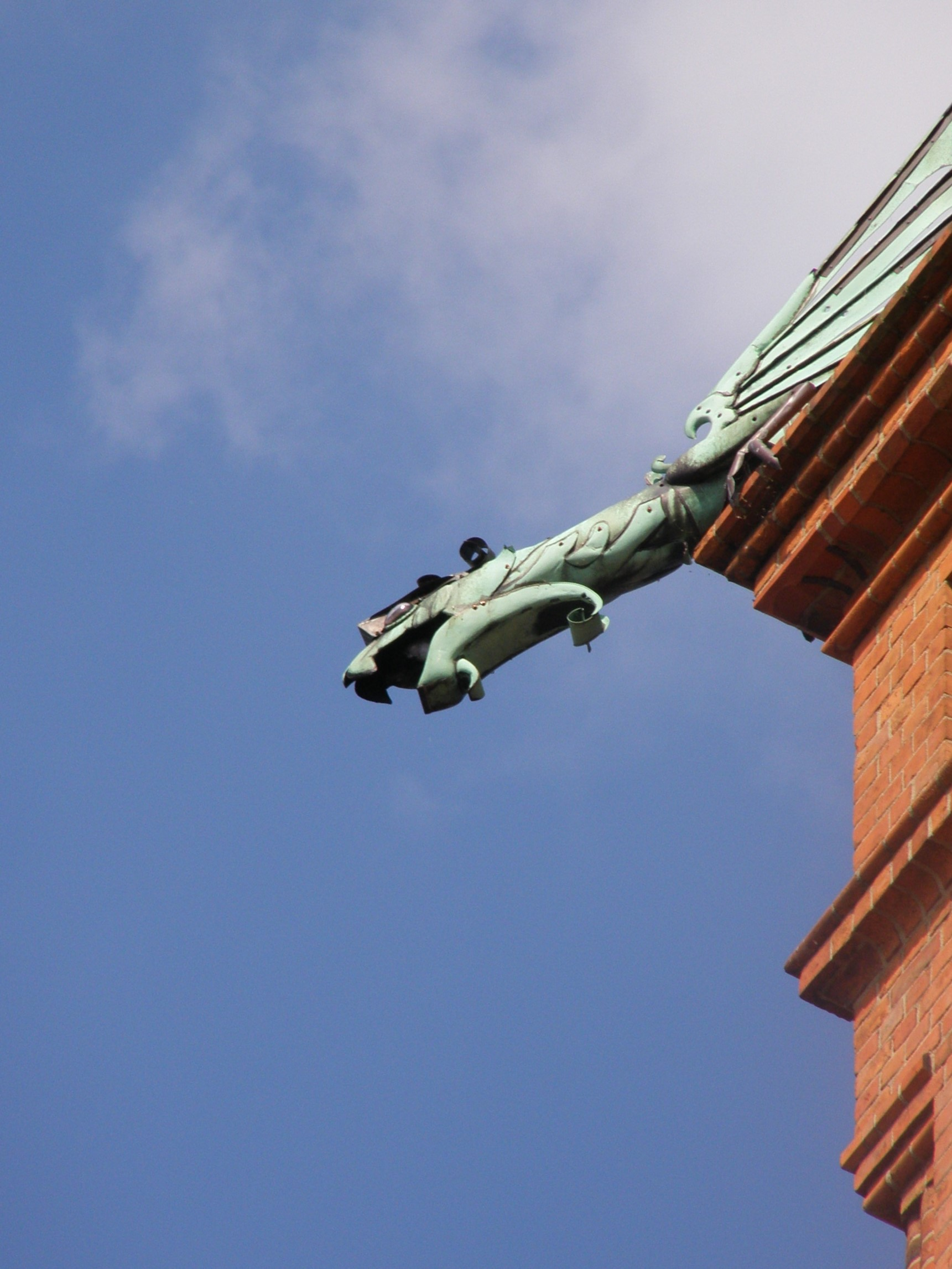
Gárgula - Catedral de Włocławek
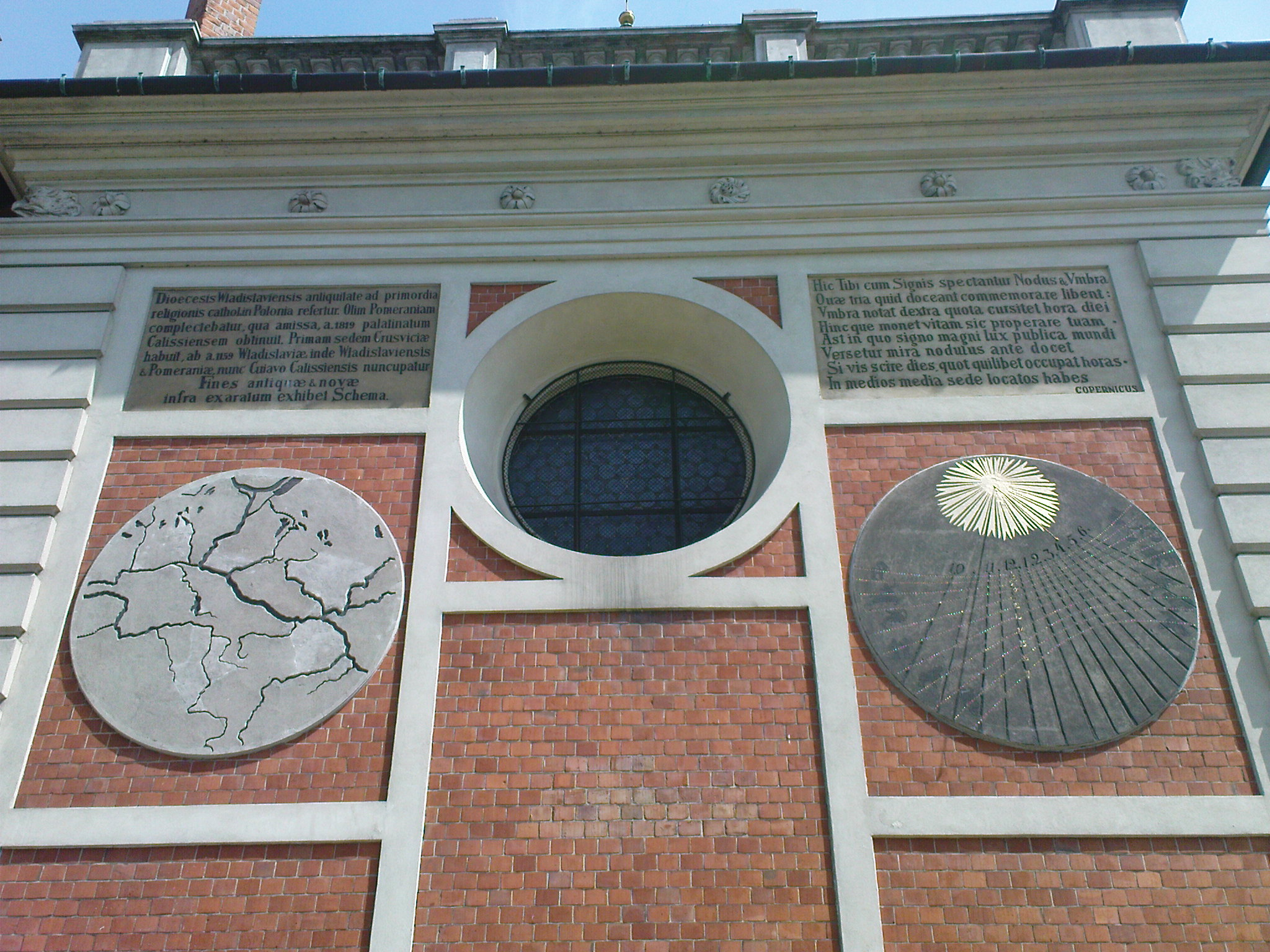
Basílica Catedral em Włocławek - parede de Copérnico